# Владимирский собор (Севастополь)
Влади́мирский собо́р (Собо́р Свято́го Равноапо́стольного кня́зя Влади́мира) — православный храм в Севастополе, место захоронения русских адмиралов и морских офицеров, памятник архитектуры и истории. Собор расположен на Центральном городском холме, откуда его хорошо видно из других частей города.
Чтобы отличать от Владимирского собора в Херсонесе, собор в Севастополе обычно называется «Владимирский собор — усыпальница адмиралов».

## История храма
История собора началась в 1825 году, когда командующий Черноморского флота адмирал Грейг подал прошение императору Александру I установить памятник на развалинах Херсонеса, в котором был крещён князь Владимир. В 1829 году был объявлен конкурс на создание памятника. Утверждение получил проект архитектора Тона (1794—1881) — крестово-купольный пятиглавый кубовидный храм в русско-византийском стиле. В 1842 году, по ходатайству адмирала Лазарева, обеспокоенного недостаточным числом православных храмов в Севастополе, было принято решение о строительстве собора в центре города, а не на развалинах Херсонеса. Факт непосредственного деятельного участия адмирала Лазарева в возведении храма подтверждается его письмом таврическому губернатору Пестелю, текст которого хранится в фондах Государственного архива Крыма. В письме адмирал просит содействия в получении дополнительных пожертвований на строительство храма «на указанном Его Императорским Величеством месте».
Подготовительные работы начались в 1848 году. Председателем комиссии по построению был З. А. Аркас. Через три года, в 1851, умер адмирал Лазарев, командующий Черноморского флота, и в память о его заслугах решено было похоронить его в специально сооружённом склепе на месте будущего собора. Закладка собора была произведена 15 июля 1854 года, и к началу осады Севастополя успели возвести только фундамент.
Во время Крымской войны в склепе будущего храма были захоронены адмиралы Корнилов, Истомин, Нахимов, погибшие на бастионах Севастополя.
После Крымской войны, в 1862, работы по возведению собора возобновились. Для этого пригласили известного архитектора, Авдеева (1818—1885). Он жил тогда в Севастополе, сооружал храм святого Николая на Братском кладбище (Северная сторона). А. А. Авдеев не был сторонником официального русско-византийского стиля с его обязательным пятиглавием, приверженцем которого был автор предшествующего проекта К. А. Тон. Академик Авдеев переработал проект К. А. Тона на основе изученной им действительно традиционной византийской церковной архитектуры. В 1871 году за возведённые в Крыму церковные сооружения Императорская Академия художеств произвела А. А. Авдеева в академики без требования от него исполнения особой программы. В 1881 году закончено сооружение нижней церкви, а в 1888 году, после смерти А. А. Авдеева было завершено строительство верхней. В храме находился образ Спасителя, идущего по волнам, который написал И. К. Айвазовский.
Нижний храм во имя Святого Николая Чудотворца был освящён ещё в октябре 1881 года архиепископом Херсонским и Одесским. А верхний храм освятили 5 октября 1888 года в присутствии Великого князя Константина Николаевича.
С 1901 по 1910 год церковным старостой собора святого Владимира являлся отставной вице-адмирал Дефабр, участник обороны Севастополя, после смерти он был похоронен в соборе.
В начале 1930-х годов храм был закрыт, здание передано Осоавиахиму для размещения в нём авиамоторных мастерских. Во время Великой Отечественной войны храм серьёзно пострадал.
В 1991 году специальная комиссия обследовала склеп, и обнаружила среди мусора лишь обломки костей. После того, как благодаря заметке писателя, историка флота Бориса Каржавина в «Известиях» было привлечено внимание общественности к фактическому отсутствию могилы у прославленных адмиралов, найденные останки В. А. Корнилова, В. И. Истомина, П. С. Нахимова и М. П. Лазарева были торжественно перезахоронены 29 февраля 1992 года.
8 мая 2014 года состоялся чин великого освящения собора во имя святого равноапостольного князя Владимира — усыпальницы российских адмиралов. Чин освящения и Божественную литургию в новоосвящённом соборе совершили: митрополит Симферопольский и Крымский Лазарь, митрополит Феодосийский и Керченский Платон, епископ Джанкойский и Раздольненский Алипий, епископ Балтийский Серафим, духовенство Севастополя.

## Список адмиралов похороненных во Владимирском соборе[10]

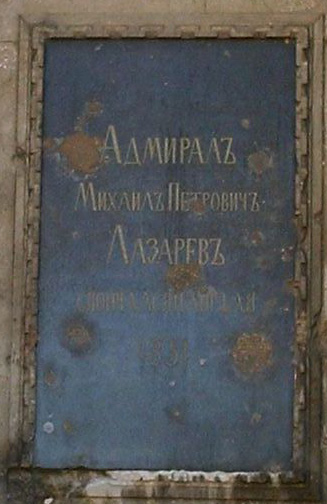
Плита в честь адмирала Лазарева в стене собора

Михаил Петрович Лазарев (3 [14] ноября 1788 год, Владимир — 11 [23] апреля 1851 год, Вена, похоронен в Севастополе) — русский флотоводец и мореплаватель, адмирал (1843), кавалер орденов Святого апостола Андрея Первозванного (1850) и Святого Георгия IV класса за выслугу лет (1817), командующий Черноморским флотом и один из первооткрывателей Антарктиды. Один из основателей Новороссийска (1838).
Владимир Алексеевич Корнилов (1 [13] февраля 1806, имение Ивановское Старицкого уезда Тверской губернии, по другим сведениям город Иркутск — 5 [17] октября 1854, Севастополь, Малахов курган) — российский военный деятель, начальник штаба Черноморского флота (1850—1854), герой Крымской войны. Вице-адмирал (1852).
Владимир (Владислав) Иванович Истомин (9 [21] февраля 1810, село Ломовка Мокшанского уезда Пензенской губернии (ныне Лунинский район Пензенской области) — 7 [19] марта 1855, Севастополь) — контр-адмирал русского флота, герой Севастопольской обороны.
Павел Степанович Нахимов (23 июня [5 июля] 1802, сельцо Городок, Вяземский уезд, Смоленская губерния — 30 июня [12 июля] 1855, Севастополь) — русский флотоводец, адмирал (1855).
Пётр Александрович Карпов (1822—1869) — контр-адмирал. Состоял в гарнизоне Севастополя все 349 дней обороны города.
Иван Алексеевич Шестаков (1 (13) апреля 1820, Сырохоренье — 21 ноября (3 декабря) 1888, Севастополь) — российский флотоводец и государственный деятель, адмирал (1888 год).
Павел Александрович Перелешин (27 июня 1821, усадьба Щетинино, Костромская губерния — 28 февраля 1901, Санкт-Петербург) — адмирал, ученик адмирала Нахимова, «деятельный помощник адмиралу Истомину в Синопском сражении и при защите Малахова кургана», почётный гражданин Севастополя; Севастопольский градоначальник, командир порта и комендант (1872—1876).
Сергей Петрович Тыртов (1839—1903) — русский вице-адмирал. С 1898 года главный командир Черноморского флота и портов и военный губернатор Николаева.
Григорий Павлович Чухнин (1848, Николаев — 28 июня 1906, Севастополь) — русский военно-морской деятель, вице-адмирал (6 апреля 1903 года), командующий Черноморским флотом.
Владимир Петрович Шмидт (27 февраля 1827, Николаев, Херсонская губерния — 25 февраля 1909, Ревель) — русский адмирал, участник Крымской войны, герой обороны Севастополя, участник Русско-турецкой войны (1877—1878), старший флагман Балтийского флота.
Иван Осипович (Иосифович) Дефабр (де Фабр) (1827, Николаев, Херсонская губерния — 1 октября 1910, Севастополь, Таврическая губерния) — русский флотоводец, вице-адмирал. Участник Крымской и Русско-турецкой войны 1877—1878 годов.
Иван Миха́йлович Диков (17 июля 1833 — 13 сентября 1914) — русский адмирал (1905), генерал-адъютант (1906), морской министр (1907—1909), член Государственного Совета (1909—1914).
Михаил Павлович Саблин (17 июля 1869 — 17 октября 1920) — вице-адмирал (1916), командующий Черноморским флотом.

## Архитектура

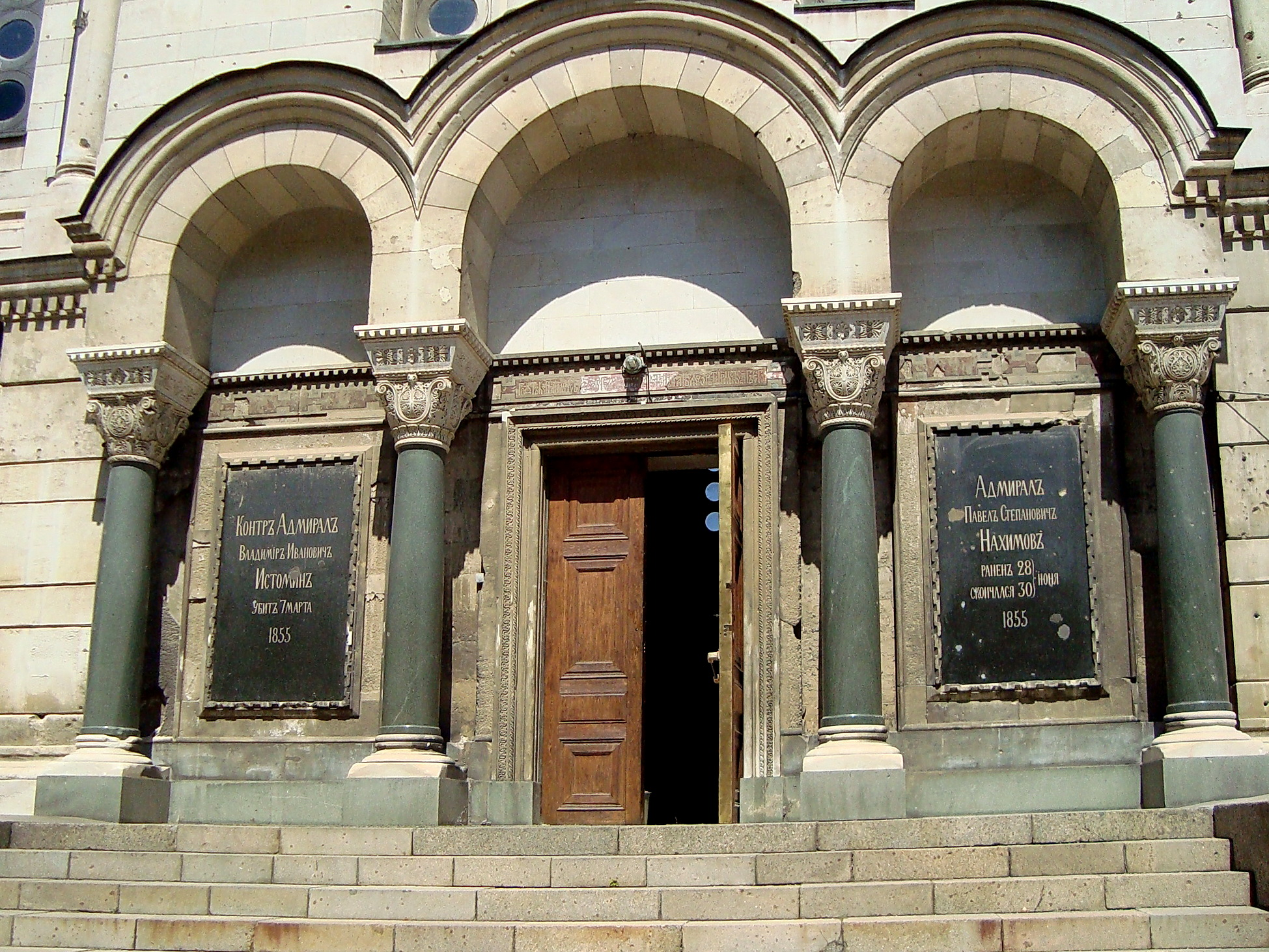
Южный фасад

Здание сооружено из инкерманского камня, его высота с крестом составляет 32,5 метра. Наружные колонны сделаны из диорита, для облицовки внутренних колонн использован каррарский мрамор.
Снаружи в стены северного и южного фасада вмонтированы четыре мемориальные плиты с именами погребённых адмиралов Лазарева, Корнилова, Истомина, Нахимова, датами их жизни.
Расположенные в нижней церкви собора захоронения объединены общим надгробием в виде большого креста из чёрного мрамора. Всего в нижнем храме тринадцать захоронений. На внутренних стенах собора свинцовыми буквами записаны имена офицеров, особо отличившихся при обороне и удостоенных ордена святого Георгия.
Фрески Владимирского собора были расписаны известным художником академиком Корнеевым, орнаментальную роспись стен и свода выполнил швейцарский художник Рафаэль Изелли, а мраморные работы (облицовка колонн, иконостас и клиросы) — скульптор из Италии Винченцо Бонанни.
Объект культурного наследия  Объект культурного наследия народов РФ регионального значения. Рег. № 921711263760005 (ЕГРОКН). Объект № 9230107000 (БД Викигида)

## Нумизматика
16 ноября 2018 года Банк России выпустил в обращение памятную серебряную монету номиналом 3 рубля «Собор Святого равноапостольного князя Владимира (усыпальница адмиралов), г. Севастополь» серии «Памятники архитектуры России».

## Галерея

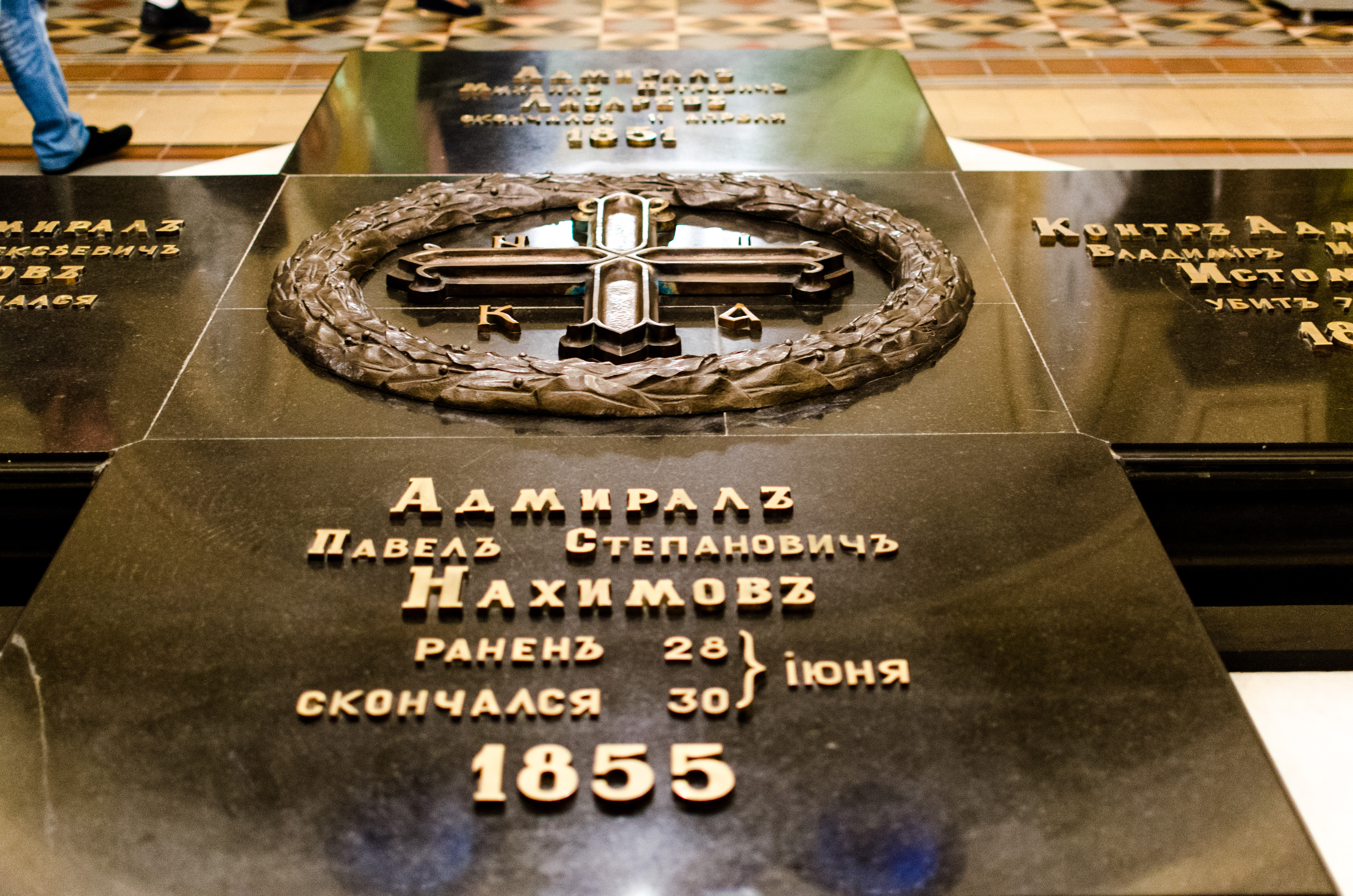
Могила П. С. Нахимова
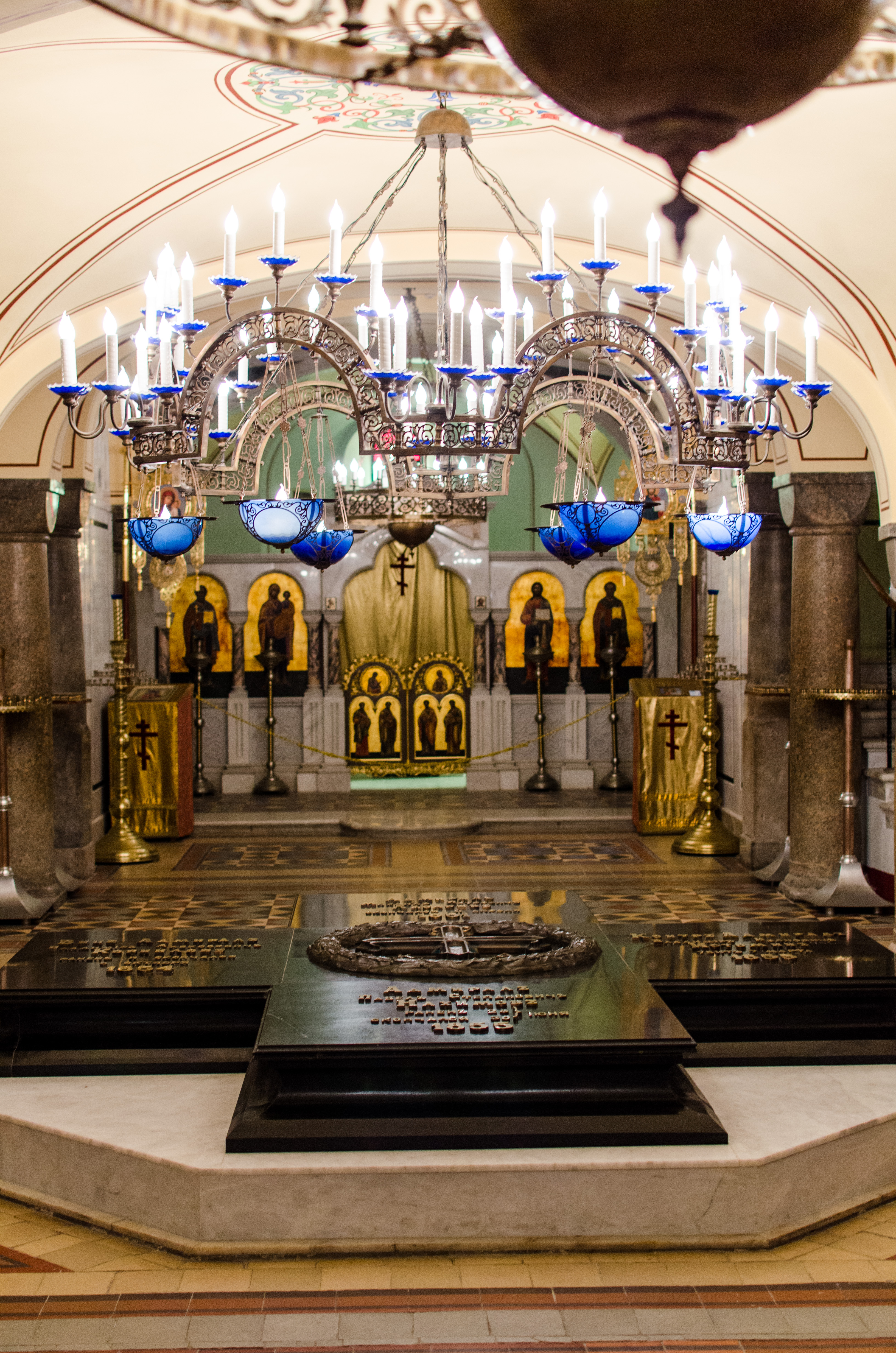
Могила адмиралов в нижнем храме
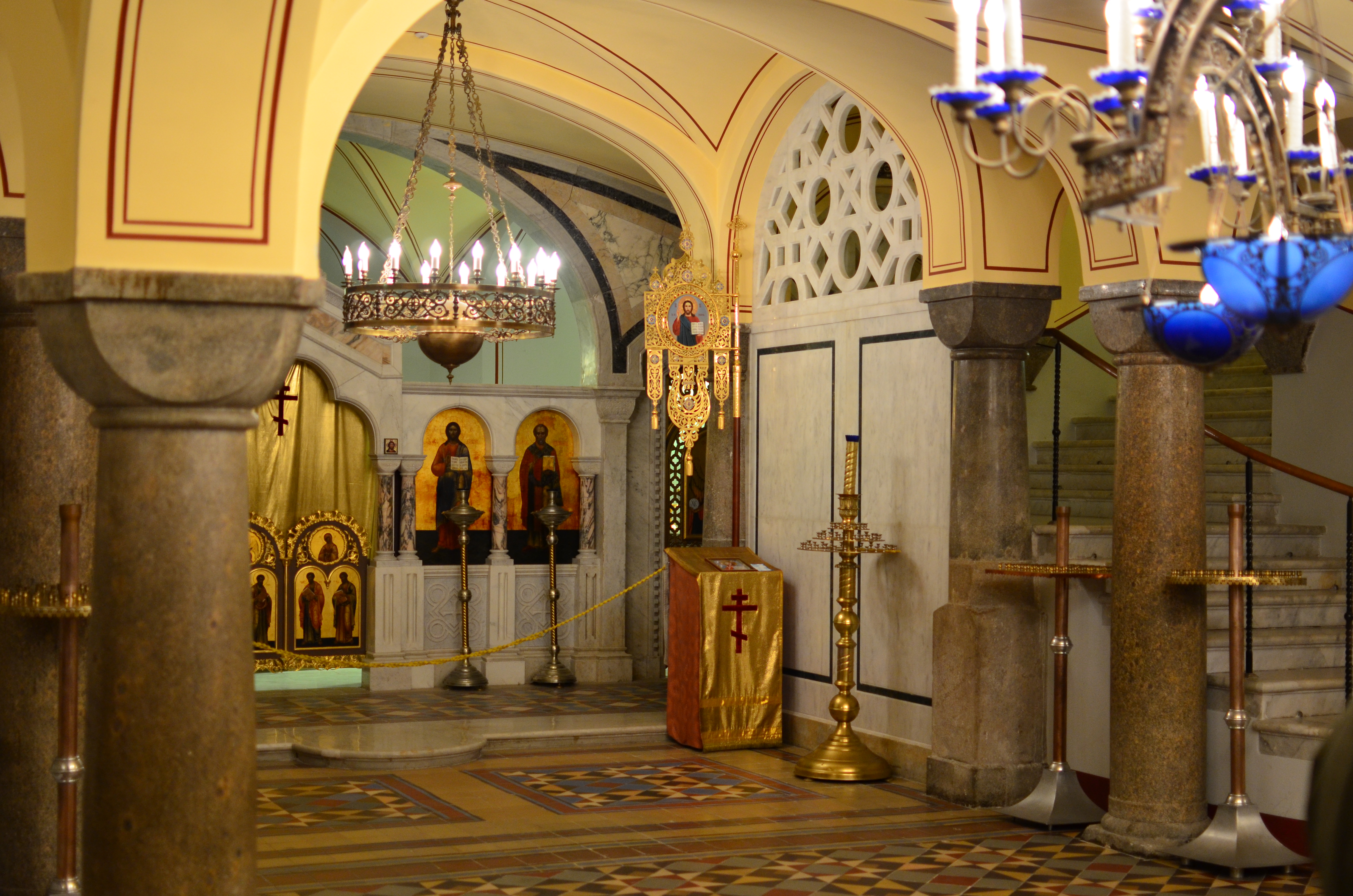
Нижний храм
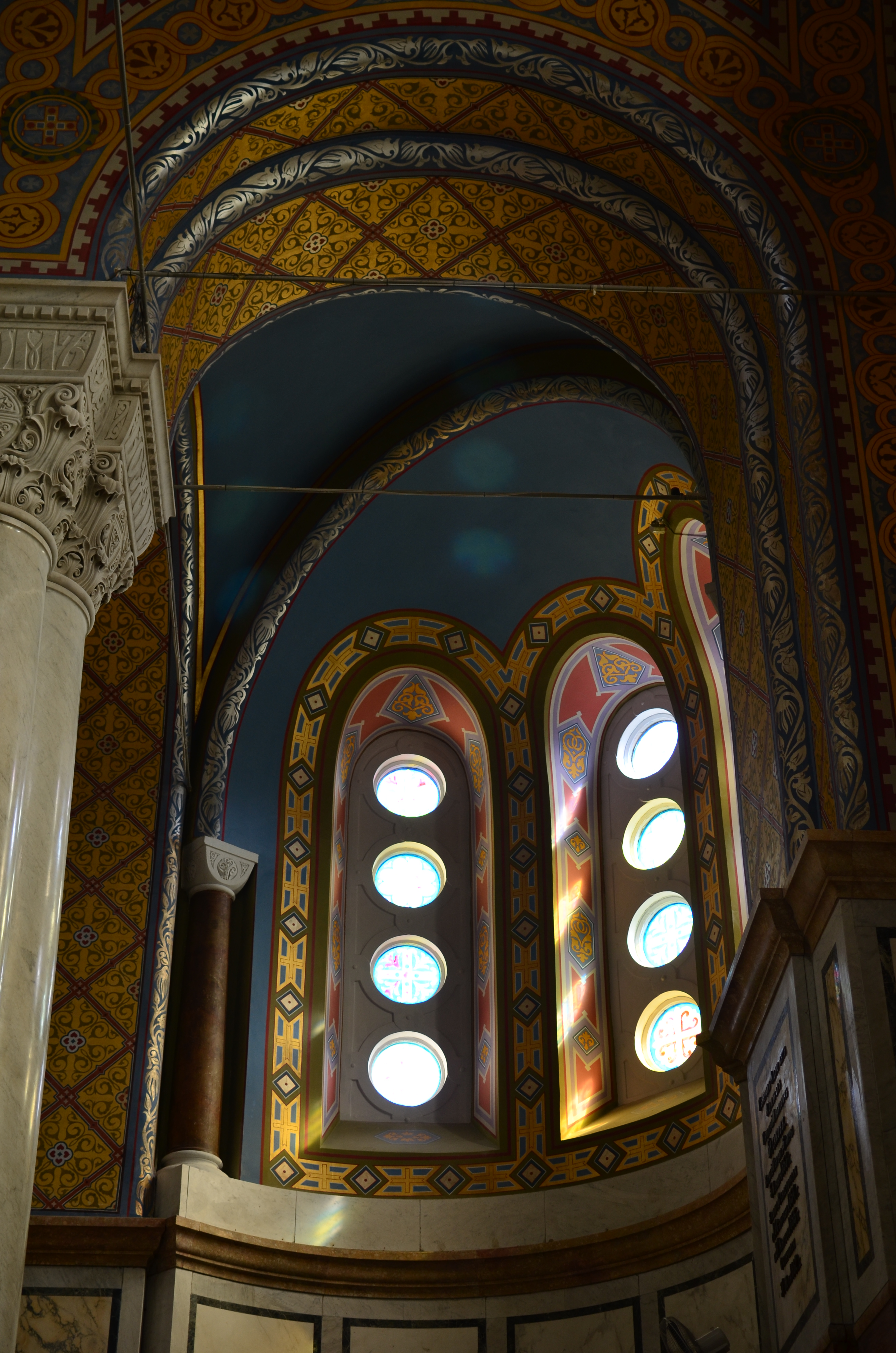
Верхний храм
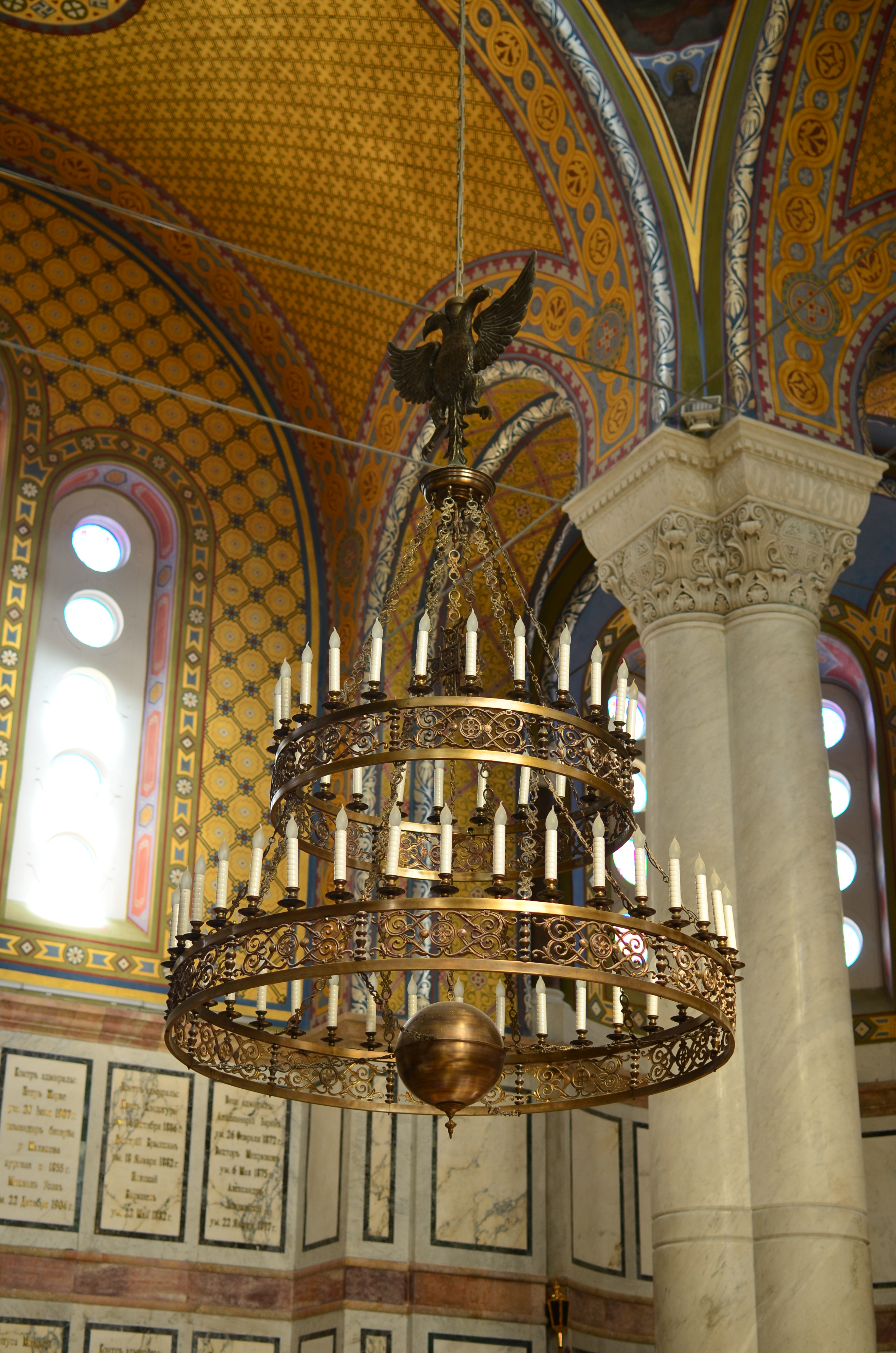
Верхний храм
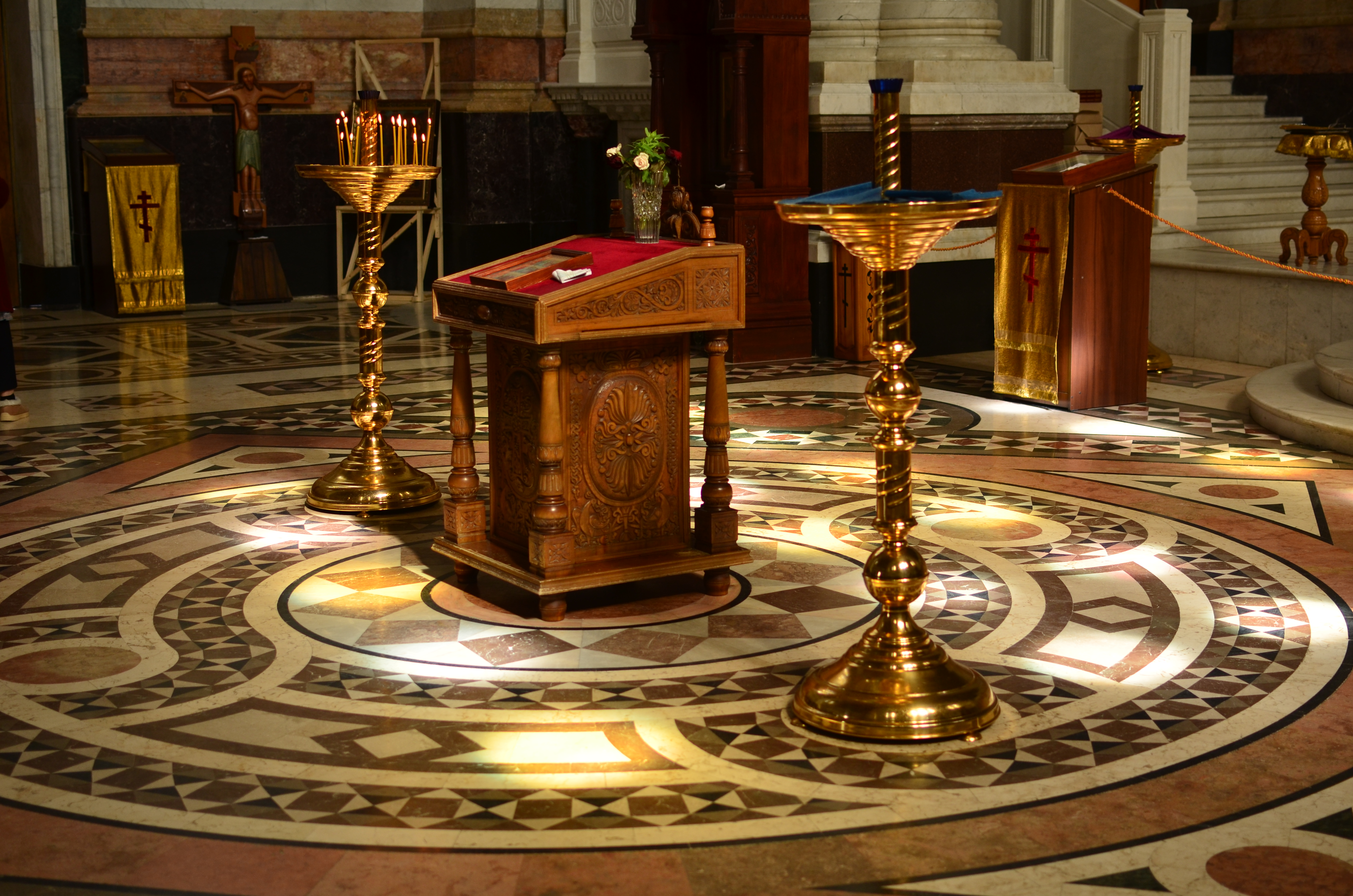
Верхний храм
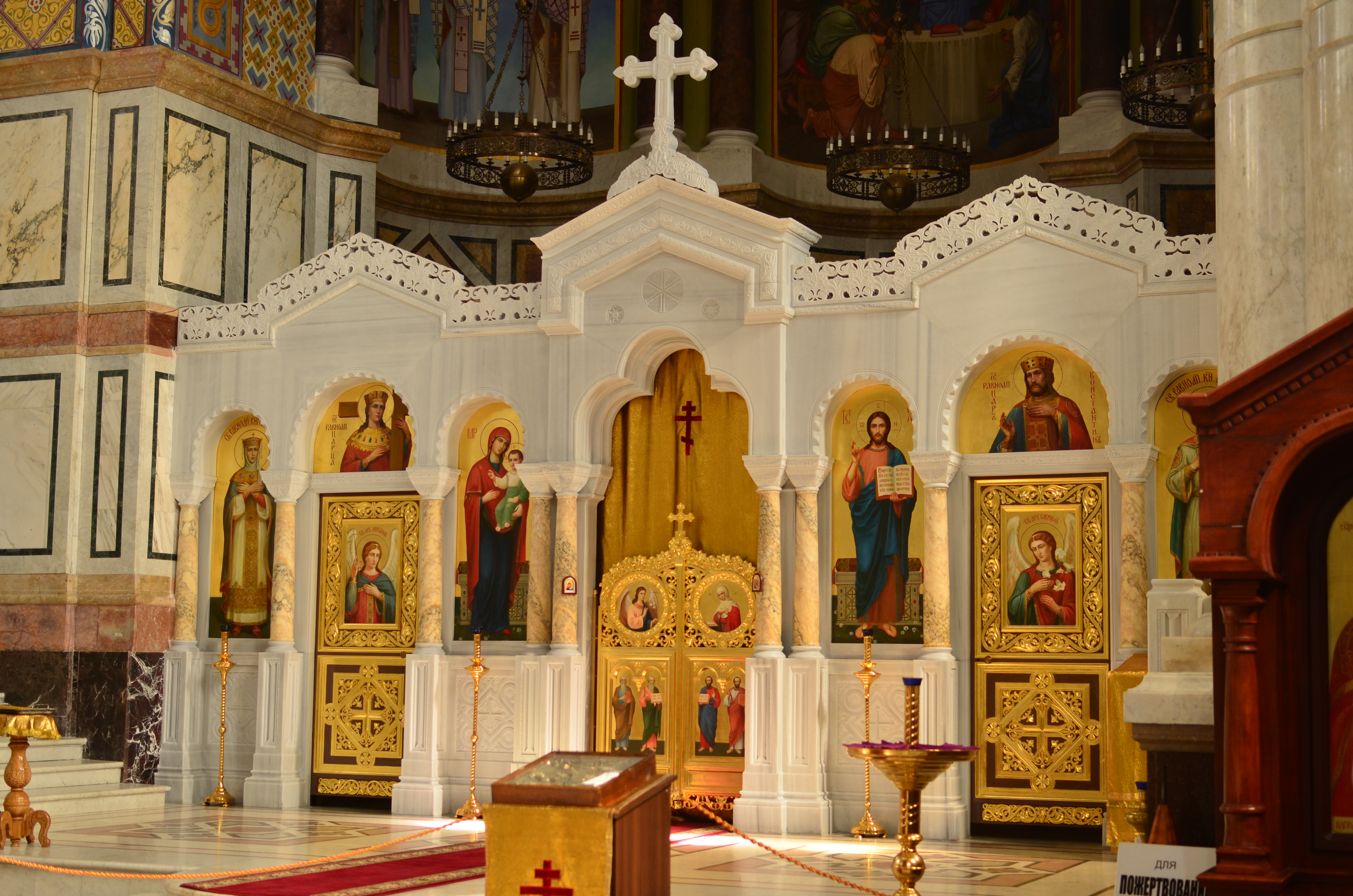
Верхний храм
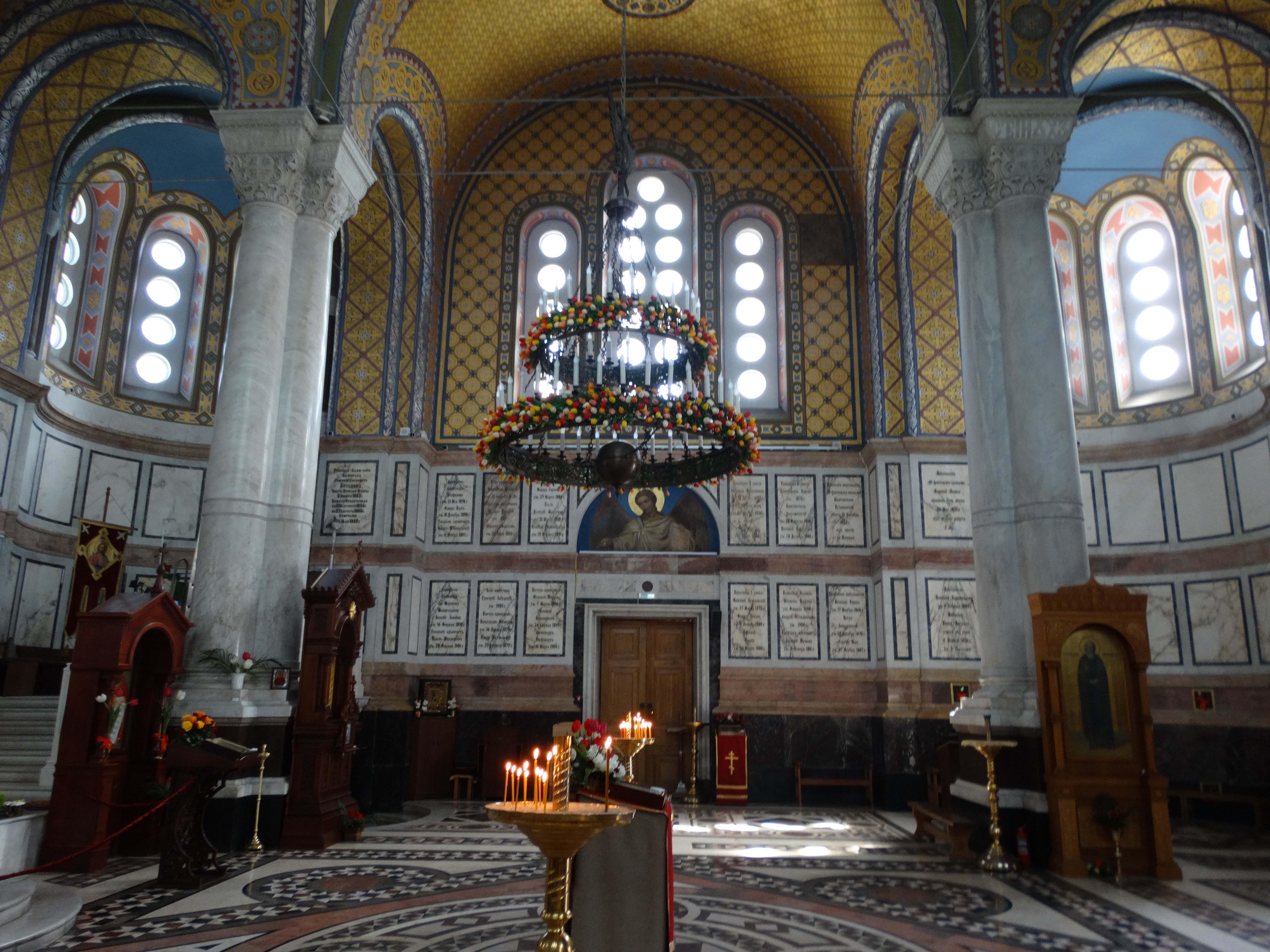
Верхний храм